# Càrn Mòr (kulle)
Càrn Mòr är en kulle i Storbritannien.   Den ligger i kommunen Aberdeenshire och riksdelen Skottland, i den norra delen av landet, 700 km norr om huvudstaden London. Toppen på Càrn Mòr är 804 meter över havet.
Terrängen runt Càrn Mòr är huvudsakligen lite kuperad. Runt Càrn Mòr är det mycket glesbefolkat, med 6 invånare per kvadratkilometer. I omgivningarna runt Càrn Mòr växer i huvudsak blandskog.